# TOG 2
TOG 2 (službeno eng. Heavy Tank TOG 2) je bio prototip britanskog teškog tenka projektiran tijekom Drugog svjetskog rata. Naziv TOG stoji za "The Old Gang".
Razvoj su vodili ljudi koji su zaslužni za prve britanske tenkove još za vrijeme Prvog svjetskog rata. Bili su to redom Sir Albert Stern, General Sir Ernest Swinton, Sir Eustace Tennyson i H. Ricardo. Detaljne nacrte tenka je napravio W. Rigby i tvrtka William Foster and Co. Ltd. Nasljednik je prototipa TOG 1 čiji je razvoj započet u veljači 1940. godine. Zaključeno je da gusjenice ne moraju biti postavljene oko cijelog tijela tenka kao na Marku IV. Razvoj poboljšanog TOG-a je započet u lipnju 1940. i prototip je dovršen u ožujku 1941. godine nakon čega je i testiran. Kasnijim izmjenama označenim kao TOG II* je ugrađen još jači 17-pounder top i dodana Besa strojnica u kupolu. Ugrađene su i torzijske opruge radi amortizacije. Projekt je napušten zbog prevelike mase tenka i pojave Churchilla.